# Tour de Yougoslavie
Le Tour de Yougoslavie est une ancienne course cycliste à étapes se déroulant sur l'ensemble du territoire de la Yougoslavie.  Joop Zoetemelk, un des vainqueurs du Tour de Yougoslavie (en 1969) remporta onze années plus tard le Tour de France. Quant au premier lauréat du Tour de Yougoslavie, August Prosenik, son nom figure également au palmarès de la Course de la Paix, tout comme celui d'Aleksandar Zorić, qui réalise en 1948 un doublé Course de la Paix – Tour de Yougoslavie.

## Nom
- Međunarodna biciklistička trka « Kroz Jugoslaviju »
- Mednarodne Kolesarske Dirke po Jugoslaviji

## Histoire
Créé en 1937, alors que la Yougoslavie, créée après la Première Guerre mondiale, était une monarchie, le royaume de Yougoslavie, non organisé après l'occupation des Balkans par les troupes allemandes, le Tour de Yougoslavie reprit en 1947, organisé dans le cadre du nouvel État fédéral, mis en place par Josip Broz Tito, la république fédérative socialiste de Yougoslavie. Celle-ci cessa d'exister sous sa forme d'origine, en  1992, en raison de la proclamation d'indépendance de plusieurs des Républiques fédérées : la Slovénie, la Croatie, la Bosnie et la Macédoine. La compétition cycliste yougoslave, disputée sans interruption de 1947 à 1988, chaque début d'été, n'est pas organisée de 1989 à 1993, est reprise en 1994. 
Le quarantième-quatrième Tour de Yougoslavie couru en 1988 a été remporté par le coureur Sandi Papež, slovène et yougoslave ; la Slovénie ayant proclamée son indépendance, Papez porte ensuite les seules "couleurs" slovènes. 
Le dernier Tour de Yougoslavie semble avoir été organisé en 2000. Disputé au mois de septembre, en six étapes, il est classé en catégorie 2-5 par l'UCI. Ce serait le 50e et ultime Tour de Yougoslavie. Dans plusieurs des Républiques issues de l'État fédéré yougoslave ont maintenant lieu une compétition nationale. Le Tour de Serbie, créé en 1939, est disputé régulièrement depuis 1963, le Tour de Slovénie est organisé depuis 1993, et en Croatie une épreuve dénommée Istrian Spring Trophy a pris rang dans le calendrier cycliste. 

## Géographie
Quelques parcours
- 1963 : XIXe Tour de Yougoslavie - 18 au 25 août
  - Parcours : Belgrade (Serbie) - Novi Sad (Voïvodine) - Gradiska  - Osijek (Croatie) - Sisak (Croatie) - Zagreb (Croatie) - Rijeka (Croatie) - Pula (Croatie) - Ljubljana (Slovénie) - Maribor (Slovénie)
- 1964 : XXe Tour de Yougoslavie - 26 juillet au 8 août
  - Parcours : Skopje (Macédoine) - Zagreb (Croatie)
- 1966 : XXIIe Tour de Yougoslavie - 4 au 15 septembre
  - Parcours : Belgrade (Serbie) - Zagreb (Croatie)
- 1969 : XXVe Tour de Yougoslavie - 29 juin au 10 juillet
  - 14 étapes, 1 940 km.
  - Parcours : Belgrade (Serbie) - Kragujevac (Serbie) - Nis (Serbie) - Skopje (Macédoine) - Kosovska Mitrovica (Kosovo) - Titograd (Monténégro) - Kotor (Montenegro) - Metkovic (Croatie) - Sarajevo (Bosnie) - Banja Luka (Bosnie) - Zagreb (Croatie) - Rijeka (Croatie) - Pula (Croatie) - Gorica (Slovénie) - Ljubljana (Slovénie)

## Palmarès
| Année          | Premier                | âge du vainqueur     | Deuxième             | Troisième              |
| 1937           | August Prosenik        | 21 ans               | -                    |                        |
| 1938           | Dragoljub Davidović    | -                    | -                    |                        |
| 1940           | Nikola Penčev          | -                    | -                    |                        |
| 1947           | Antonio Strain         | 28 ans               | Ivan Valant          | Ivan Rebkovic          |
| 1948           | Aleksandar Zorić       | 26 ans               | August Prosenik      | Antonio Strain         |
| 1949           | Luigi Malabrocca       | 29 ans               | Milan Cok            | Antonio Strain         |
| 1950           | Franco Fanti           | 26 ans               | Franja Varga         | Luigi Malabrocca       |
| 1951           | Robert Marguillier     |                      | Francis Siguenza     | Cyril Vanbossel        |
| 1953           | Franz Reitz            | 24 ans               | -                    | -                      |
| 1954           | Veselin Petrović       | 25 ans               | -                    | Gianni Ghidini         |
| 1955           | Walter Muller          | 24 ans               | Franja Varga         | Ilia Krestev           |
| 1956           | Kamiel Buysse          | 22 ans               | Stefan Mascha        | Veselin Petrović       |
| 1957           | Bernd Trefflich        | 33 ans               | Ivan Levačić         | Stefan Mascha          |
| 1958           | Nevio Valčić           | 25 ans               | Jan Hugens           | Janez Zirovnik         |
| 1959           | Nentcho Christov       | 26 ans               | Bojan Kotcev         | Ivan Levačić           |
| 1960           | Janez Žirovnik         | 25 ans               | Ivan Levacic         | Nevio Valčić           |
| 1961           | Ivan Levačić           | 30 ans               | Nevio Valčić         | Antal Megyerdi         |
| 1962           | Frank Skerlj           | 21 ans               | Primo Nardello       | Jože Šebenik           |
| 1963           | Andrej Boltežar        | 23 ans               | Jože Roner           | Ivan Levačić           |
| 1964           | Rudi Valenčić          | 23 ans               | Franc Škerlj         | Hristo Iliev           |
| 1965           | Cvetko Bilić           | 22 ans               | Andrej Boltežar      | Luigi Bollasina        |
| 1966           | Radoš Čubrić           | 32 ans               | Cvetko Bilić         | Rudi Valenčić          |
| 1967           | Franc Škerlj           | 26 ans               | Stoné Bozicnic       | Rados Cubric           |
| 1968           | Rudi Valenčić          | 27 ans               | Gösta Pettersson     | Anatas Savtchev        |
| 1969           | Joop Zoetemelk         | 23 ans               | Andras Takacs        | Vladislav Nelyubin     |
| 1970           | Radoš Čubrić           | 36 ans               | Henryk Wozniak       | Hennie Kuiper          |
| 1971           | Cvetko Bilić           | 28 ans               | Nikolaï Gorelov      | Józef Gawliczek        |
| 1972           | Yuri Lavrushkin        |                      | Rinat Charafuline    | Stanislaw Labocha      |
| 1973           | Boris Choukhov         | 26 ans               | Igor Moskalev        | Janez Zirovnik         |
| 1974           | Jaroslav Poslusny      | 26 ans               | Wolfgang Steinmayr   | Vito Di Tano           |
| 1975           | Petr Matoušek          | 26 ans               | Jaroslav Poslusny    | Valeri Likhatchev      |
| 1976           | Alexandre Averine      | 22 ans               | Drago Frelih         | Alexandre Gussiatnikov |
| 1977           | Alexandre Gussiatnikov | 27 ans               | Philippe Bodier      | Alexandre Averine      |
| 1978           | Aavo Pikkuus           | 24 ans               | Sergeï Nikitenko     | Alexandre Averine      |
| 1979           | Sergueï Morozov        | 28 ans               | Saïd Gusseïnov       | Ramazan Galaletdinov   |
| 1980           | Bojan Ropret           | 23 ans               | Andreï Vedernikov    | Nikolai Anisimov       |
| 1981           | Rikho Suun             | 21 ans               | Piotr Ugrumov        | Vinko Polončič         |
| 1982           | Nikolai Kossiakov      | 22 ans               | Vinko Polončič       | Janez Lampič           |
| 1983           | Primož Čerin           | 21 ans               | Janez Lampič         | Laszlo Halasz          |
| 1984           | Bruno Bulić            | 26 ans               | Primož Čerin         | Jure Pavlič            |
| 1985           | Jure Pavlič            | 21 ans               | Holger Müller        | Nentcho Staykov        |
| 1986           | Jure Pavlič            | 22 ans               | Jože Smole           | Srečko Glivar          |
| 1987           | Olaf Jentzsch          | 29 ans               | Vladimir Kozarek     | Miroslav Vasicek       |
| 1988           | Sandi Papež            | 23 ans               | Pavel Tonkov         | Jos van Aert           |
| de 1989 à 1993 | épreuve non disputée   | épreuve non disputée | épreuve non disputée | épreuve non disputée   |
| 1994           | Eddy Gragus            | 26 ans               | Sergiy Matveyev      | Dimitri Sedun          |
| 1996           | Ruslan Ivanov          | 23 ans               | Igor Tchoukliantchev | Alexandre Botcharov    |
| 1997           | Nikolai Koudriavtsev   |                      |                      |                        |
| 1998           | Alexandre Rotar        | 25 ans               | Boris Premuzic       | Kyrylo Pospyeyev       |
| 1999           | Milan Dvorščík         | 28 ans               | Kazimierz Stafiej    | Andrzej Mierzejewski   |
| 2000           | Igor Kranjec           | 27 ans               | Anatoli Varvaruk     | Sławomir Kohut         |

Références : ont été utilisés pour ce palmarès, outre les sources déjà citées (annuaires Velo, magazines Miroir du cyclisme et Le Cycle, forum de Mémoire du cyclisme) et les annuaires de Benoît Gauthier ; Le Guide international du cyclisme, années 2003 et 2004, pour les précisions biographiques. Pour les coureurs yougoslaves et de l'Est européen des années 1950-1960, recours est fait aux publications originaires de la République démocratique allemande (RDA) : Radsport Almanach et à deux numéros spéciaux de Friedensfahrt, parus en 1963 et 1964. Les performances sur la Course de la Paix sont issues du site "fred-moellendorf.de". Les classements au Tour de l'Avenir, sont consultables, année par année au site "mémoire du cyclisme.net".